# Slovenia ai Giochi della XXXI Olimpiade
La Slovenia ha partecipato ai Giochi della XXXI Olimpiade, che si sono svolti a Rio de Janeiro, Brasile, dal 5 al 21 agosto 2016.

## Nuoto
| Atleta         | Evento     | Batterie | Batterie   | Semifinali      | Semifinali      | Finale          | Finale          |
| Atleta         | Evento     | Tempo    | Classifica | Tempo           | Classifica      | Tempo           | Classifica      |
| -------------- | ---------- | -------- | ---------- | --------------- | --------------- | --------------- | --------------- |
| Damir Dugonjič | 100 m rana | 1:00"41  | 21ª        | non qualificato | non qualificato | non qualificato | non qualificato |